# Eucarta
Eucarta is een geslacht van vlinders van de familie Uilen (Noctuidae), uit de onderfamilie Hadeninae.

## Soorten
- E. amethystina (Hübner, 1803)
- E. curiosa Draudt, 1950
- E. fuscomaculata Bremer & Grey, 1853
- E. virgo

Maagdenuil (Treitschke, 1835)